# 堀井秀之
堀井 秀之（ほりい ひでゆき、1958年 - ）は、日本の工学者。東京大学大学院工学系研究科教授。専門は、社会技術論、イノベーション論、岩盤力学。

## 略歴
- 1976年3月 - 東京教育大学附属高等学校（現・筑波大学附属高等学校）卒業
- 1980年3月 - 東京大学工学部土木工学科卒業
- 1981年8月 - ノースウェスタン大学修士課程修了
- 1983年8月 - 同博士課程修了。PhD（土木工学）
- 1985年4月 - 東京大学工学部土木工学科専任講師
- 1986年4月 - 同助教授
- 1996年4月 - 東京大学大学院工学系研究科社会基盤工学専攻教授（現・社会基盤学専攻）
- 1998年4月 - 東京大学工学部調査室長
- 1999年10月 - 総長補佐
- 2004年4月 - 工学系研究科長特別補佐・工学部広報室長
- 2005年4月 - 総長特任補佐
- 2008年4月 - 工学系副研究科長

## 著書

### 単著
- 『問題解決のための「社会技術」――分野を超えた知の協働』（中公新書, 2004年）

### 編著
- 『安全安心のための社会技術』（東京大学出版会, 2006年）